# Sigrid Hunke
Sigrid Hunke (* 26. April 1913 in Kiel; † 15. Juni 1999 in Hamburg) war eine deutsche Religionswissenschaftlerin, Germanistin und Vertreterin eines unitarischen Neopaganismus. Hunke gilt als Kritikerin des Christentums bei gleichzeitiger Bewunderung für den Islam und das Arabertum sowie als Vordenkerin der Neuen Rechten.

## Leben
Sigrid Hunke war eine Tochter von Heinrich Hunke (1879–1953), Inhaber des Walter G. Mühlau Verlages, und dessen Ehefrau Hildegard Lau (* 19. September 1879 in Schöneberg; † 20. Februar 1944 in Bad Hersfeld). Die Mutter war eine Tochter des Ingenieurs Thies Peter Lau (1844–1933) und dessen Ehefrau Walewska Berta Anna, geborene Artelt (1856–1943). Hunke hatte zwei Schwestern, darunter Waltraud Hunke, die später die väterliche Buchhandlung übernahm.
Hunke studierte systematische und vergleichende Religionswissenschaften, Philosophie, Psychologie und Journalismus in Kiel, Freiburg und Berlin, unter anderem bei Martin Heidegger und Eduard Spranger. Laut eigenen Angaben begann sie ihre „politische Arbeit“ 1934 beim Nationalsozialistischen Studentenbund (NSDStB). Sie war auf lokaler Ebene und ab 1936 bei der Berliner Gaustudentenführung führendes Mitglied des NSDStB. Am 16. November 1937 beantragte Hunke die Aufnahme in die NSDAP und wurde rückwirkend zum 1. Mai desselben Jahres aufgenommen (Mitgliedsnummer 5.379.618).
An der Friedrich-Wilhelms-Universität zu Berlin wurde sie bei dem einflussreichen Rassentheoretiker des Dritten Reichs Ludwig Ferdinand Clauß mit einer Dissertation über Herkunft und Wirkung fremder Vorbilder auf den deutschen Menschen 1941 promoviert. 1940 bis 1941 war sie zusammen mit ihrer Schwester Waltraud im „Germanischen Wissenschaftseinsatz“ auf der Suche nach Freiwilligen für die Waffen-SS tätig; sie bewarb sich 1940 um ein Forschungsstipendium über „Rasse und Vorbild in Deutschland“ bei der Forschungsgemeinschaft Deutsches Ahnenerbe und veröffentlichte in dessen Zeitschrift Germanien.
Das Christentum wurde von ihr als „artfremd“ und „orientalistisch“ bzw. „jüdisch“ abgelehnt; sie suchte nach eigenen europäischen Weltdeutungsmustern und germanischer Mystik. Nach der Eheschließung mit dem Mitarbeiter des Sicherheitsdienstes des Reichsführers SS (SD) Peter H. Schulze 1942 lebte sie bis 1944 in Tanger, damals Spanisch-Marokko, wohin Schulze abgeordnet worden war. Dort wurde ihr Sohn Hagen Schulze geboren. Zuletzt lebte sie als freie Schriftstellerin in Bonn. Bekannt wurde sie insbesondere durch ihr Werk Allahs Sonne über dem Abendland, das 1960 erschien und in zahlreiche Sprachen übersetzt wurde. Für dieses Buch ehrte sie der Oberste Rat für islamische Angelegenheiten in Kairo, dessen Mitglied sie wurde.
In den 1950er Jahren trat sie der Deutschen Unitarier Religionsgemeinschaft bei, deren Vizepräsidentin sie von 1971 bis 1983 war. Später wurde sie auch Ehrenvorsitzende der Deutschen Unitarier. Sie verließ diese dann jedoch wegen angeblicher „Linkstendenzen“ und trat dem Bund Deutscher Unitarier – Religionsgemeinschaft europäischen Geistes (BDU) bei, der sich 1989 von den Deutschen Unitariern abgespalten hat und die Zeitschrift Glauben und Wirken herausgibt.
Ab 1986 war Hunke ständige Mitarbeiterin im Thule-Seminar. Laut Felix Wiedemann war sie auch Mitglied dieser rechtsextremen Vereinigung. Sie publizierte auch in Elemente zur Metapolitik, der Zeitschrift des Thule-Seminars.
Bis zu ihrem Tod war sie zudem Kuratoriumsvorsitzende der Sigrid-Hunke-Gesellschaft e. V.

## Wirkung
Gemäß dem Historiker Felix Wiedemann war Hunke Vorreiterin für die Religionsentwürfe rechtsintellektueller Kreise der „Neuen Rechten“. Sie beeinflusste Alain de Benoist und die französische Nouvelle Droite. Hunke habe durch ihre Konstruktion eines „angeblich ureuropäischen Paganismus“ und ihrer „dezidiert proarabischen Haltung“ auf einen Teil der sogenannten „Neuen Rechten“ eingewirkt. So behaupte Hunke als neurechte Vordenkerin, dass die Aufklärung ein uneuropäischer „Fremdkörper“ sei, der bekämpft werden müsste.
In Bezug auf die Rolle der „Nordischen Frau“ in der Gesellschaft ist Hunke laut der Psychologin Birgit Rommelspacher eine einflussreiche Theoretikerin der „Neuen Rechten“. Für die Theologin Marie-Theres Wacker war Hunke „die profilierteste deutschsprachige Vertreterin der Neuen Rechten“.
Pierre Krebs, selbst Vordenker der „Neuen Rechten“ in Deutschland und Gründer des Thule-Seminars, hob die identitätspolitischen Arbeiten seiner Kollegin Hunke hervor und nannte sie eine „Zauberin des Lebens, als heilige Bewahrerin der Identität, der Herkunft und des Erbes“.

## Werke
- Schulungsbrief „Rassenseelenkunde“, 1935
- Herkunft und Wirkung fremder Vorbilder auf den deutschen Menschen, Dissertation Berlin 1941
- Am Anfang waren Mann und Frau. Vorbilder und Wandlungen der Geschlechterbeziehungen, Hamm 1955
- Allahs Sonne über dem Abendland – Unser arabisches Erbe, Stuttgart 1960 (Taschenbuchausgabe: Fischer, Frankfurt am Main 2001, ISBN 3-596-15088-4)
- Das Reich ist tot – es lebe Europa. Eine europäische Ethik, Hannover 1965
- Europas andere Religion. Die Überwindung der religiösen Krise, Düsseldorf 1969
- Das Ende des Zwiespalts. Diagnose und Therapie einer kranken Gesellschaft, Bergisch Gladbach 1971
- Das nach-kommunistische Manifest. Der dialektische Unitarismus als Alternative, Stuttgart 1974
- Kamele auf dem Kaisermantel. Deutsch-arabische Begegnungen seit Karl dem Großen, Stuttgart 1976
- Glauben und Wissen. Die Einheit europäischer Religion und Naturwissenschaft, Düsseldorf 1979
- Europas eigene Religion. Der Glaube der Ketzer, Bergisch Gladbach 1983
- Tod – was ist dein Sinn?, Pfullingen 1986
- Vom Untergang des Abendlandes zum Aufgang Europas. Bewußtseinswandel und Zukunftsperspektiven, Rosenheim 1989
- Allah ist ganz anders. Enthüllung von 1001 Vorurteilen über die Araber, Bad König 1990 (siehe auch: Saladin)

Aufsätze
- Verstehen, in: Rasse. Monatsschrift der Nordischen Bewegung, 1936, S. 86–91.
- Das dualistische Vorbild Europas, in: Philosophisches Wörterbuch, hrsg. v. G. Schischkoff, Stuttgart 1965.
- Die Zukunft unseres unvergänglichen Erbes in Mann und Frau, in: Elemente zur Metapolitik, 2. Ausgabe (Juni/Sept.), 1987, S. 27–34.

## Auszeichnungen und Ehrungen
- 1981: Kant-Plakette (Deutsche Akademie für Bildung und Kultur in München)
- 1985: Schiller-Preis des Deutschen Kulturwerks Europäischen Geistes
- 1988: Ägyptischer Orden Pour le Mérite für Wissenschaft und Kunst